# 핵 시간척도
핵 시간척도(Nuclear time scale)는 천체물리학에서 연료 소모량으로만 계산한 항성의 수명으로, 열 시간척도 및 동역학 시간척도와 같이 항성이 해당 진화 단계에 머무르는 이론적인 시간을 계산하는 데 사용한다. 실제 항성에서는 수소 핵융합, 헬륨 핵융합, 탄소 핵융합으로 이어지는 과정처럼 에너지원이 사라지면 다른 에너지원이 등장하기 때문에, 항성의 수명은 핵 시간척도에 비해 기나, 수소 핵융합을 제외한 나머지 과정은 모두 더해도 수소 핵융합 기간의 10% 정도밖에 되지 않는다.

## 항성천문학
주계열성의 에너지원은 주로 수소의 핵융합이기 때문에, 보통 수소의 양이 항성의 수명을 결정한다. 핵 시간척도에서는 수소의 핵융합만을 고려한다.
{\displaystyle \tau _{nuc}={\frac {MX}{\frac {L}{Q}}}\times F={\frac {Q\times XM}{L}}\times F}
여기서 {\displaystyle M}과 {\displaystyle L}은 각각 항성의 질량과 광도, {\displaystyle X}는 항성 전체에서 연료로 사용되는 물질(수소)의 비율, {\displaystyle Q}는 핵융합 과정에서 질량 결손으로 방출되는 에너지의 비율, {\displaystyle F}는 항성 전체에 있는 연료 중 실제로 핵융합을 일으키는 물질의 비율이다.
수소 핵융합에서는 대략 {\displaystyle Q=0.007}, {\displaystyle F=0.1}이므로, 별 전체가 수소로 이루어졌다고 가정하면({\displaystyle X=1}), 위 식은 아래와 같이 쓸 수도 있다.
{\displaystyle \tau _{nuc}={\frac {0.007\times 0.1Mc^{2}}{L}}}
이 식으로 계산한 태양의 핵 시간척도는 약 100억 년이다.